# Juan de la Cosa
 Der er for få eller ingen kildehenvisninger i denne artikel, hvilket er et problem. Du kan hjælpe ved at angive troværdige kilder til de påstande, som fremføres i artiklen.

Juan de la Cosa (født ca. 1460, død 28. februar 1510) var en spansk kartograf, conquistador og opdagelsesrejsende. Han tegnede det tidligste kendte verdenskort, hvor dele af Amerika er indtegnet. Han deltog i tre af Christoffer Columbus' ekspeditioner til Den nye verden og var ejer af og kaptajn på Santa María. Fra 1499 deltog han i flere private ekspeditioner, indtil han på den sidste blev dræbt af indianere i 1510.